# MasterChef (česko-slovenská verze)
MasterChef je česko-slovenská verze britského pořadu MasterChef, ve které soutěží amatérští kuchaři. První a jediná řada se v roce 2012 vysílala od 31. srpna do 7. prosince každý pátek v hlavním vysílacím čase na Nově a od 27. srpna do 3. prosince každou středu ve 21:30 na Markíze. Porotcování se zhostili tři špičkoví šéfkuchaři – český Jiří Štift, slovenský Martin Korbelič a český Radek Šubrt známý z pořadu konkurenční televize Hostina za hubičku. Jakousi symbolickou moderátorkou se stala slovenská modelka Daniela Peštová. Kvůli nízké sledovanosti se již pokračování nenatáčelo, po 3 letech se začala vysílat až doteď úspěšně ryze česká verze s novou porotou a obměněným formátem.
Soutěžilo se o 1 250 000 Kč / 50 000 € a možnost vydat vlastní kuchařku. Prvním a jediným česko-slovenským MasterChefem se stal brněnský podnikatel Petr Jonáš; ve finále, kde se o titul utkali tři kuchaři, se na druhém místě umístila překladatelka a učitelka na mateřské dovolené Michaela Kraliková z Bratislavy a na třetím fotograf Marek Pavala z Prahy.

## Formát
MasterChef je založen na britském pořadu MasterChef od BBC. Soutěž probíhá v MasterChef kuchyni, kde se nachází velká kuchyňská linka s několika plotnami, které jsou doplněny balkonem, plně vybaveným skladem potravin, mrazáky i lednicemi. Nachází se zde také jídelní posezení pro speciální účely.
V první části je produkcí vybrán určitý počet soutěžících, kteří přicházejí uvařit své jídlo před porotce. Soutěžící dostanou hodinu na to, aby připravili své nejlepší jídlo a zaujali tak porotce. Porotci po ochutnání hlasují slovy ano a ne. Pokud soutěžící dostává alespoň dvě ano, postupuje dále o boj o zástěru MasterChefa. V druhé řadě soutěžící, který obdržel rovnou tři ano, postupoval přímo do finálové sestavy. Soutěžící se dvěma ano postoupili do dalšího kola v boji o zástěru.
V následujícím kole bojují vybraní soutěžící o místo ve finálové sestavě. Porotci zkouší jejich schopnosti v různých disciplínách jako je např. krájení cibule, čištění ryby či si vyzkouší její nápaditost a zadají jim uvařit jídlo s nějakou danou surovinou.
V následujících kolech je finálová sestava soutěžících podrobená různým zkouškám, které se v průběhu střídají:
- Tajemný box
- Týmová výzva
- Test zručnosti
- Test kreativity
- Test smyslů

Tento cyklus pokračuje až do té doby, než zůstane finálová trojice. Ve finále se tři nejlepší amatérští kuchaři utkají nejprve ve třech testech (1x smyslů, 2x zručnosti), za každý z nich může daný účastník získat až 5 bodů. Následně mohou být ohodnoceni až 20 body v testu kreativity (5 od každého porotce + 5 od rodinných příslušníků), po této výzvě je vyhlášen soutěžící s nejmenším počtem bodů, který se umisťuje na třetím místem a dalšího boje se neúčastní.
Zbylí dva kuchaři bojují o výhru v další sadě výzev – test smyslů (maximálně za 7 bodů), test zručnosti (za 5), další test smyslů (za 3), test kreativity (za 20 –> 5 od každého porotce a 5 od vypadlých soutěžících). Nakonec ve finální výzvě s tajemným boxem za nejvíce 30 bodů musejí oba uvařit pětichodové menu pro porotce a moderátora. Vyhrává soutěžící s největším počtem bodů.

## Castingová kola a výběr do TOP 16 (Velké síto)
Záběry z castingů v Praze a Bratislavě, kterých se účastnily stovky zájemců, byly sestříhány do 1. dílu. Pro přijetí byla třeba většina hlasů porotců.
Takto postoupilo 50 amatérských kuchařů, kteří ve 2. dílu zabojovali o postup do finálové TOP 20 v tzv. Velkém sítu. V prvním Testu zručnosti krájení cibule bylo hned několik účastníků vyřazeno, ti nejlepší byli naopak vybráni do dalšího kola, zbylí . Tím byl Test kreativity se zadáním uvařit pokrm z kuřete, 5 nejlepších postoupilo rovnou do TOP 20 – Zuzana Podkonická, Petr Jonáš, Michaela Kraliková, Matúš Dzian a Alice Vacíková. I zde bylo několik účastníků vyřazeno, jeden z důvodu vyčerpání dobrovolně odstoupil.
Zbytek (mezi nimiž byli i budoucí členové TOP 20 Igor, Jana a Patrik) se přidal k ostatním, kteří neohromili při krájení cibule, a bojoval dál v první výzvě s Tajemným boxem. Porotu nejvíce uhranul pokrm Petry Liškové, která rovnou postoupila do TOP 20. K ní se postupně připojili: Katarína Beranová, Ivana Sladkovská, Marek Pavala a Pavel Duda. Účastníci s nejhoršími pokrmy byli naopak vyřazeni.
O zbylých 10 míst se 20 soutěžících popralo ve dvojicích, každá dvojice měla za úkol uvařit menu o dvou chodech za maximálně €20. Z této výzvy postoupili: Octavia McKenzie & Matej Červenka (ze stejné dvojice), Igor Čermák, Jana Podaná, Patrik Janko, Adriana Ihringová, Václav Říha, Jan Rambousek & Jiří Sedlář.

## Finálová TOP 20
Z finálové TOP 20 byli soutěžící postupně vyřazováni ve 3. − 14. dílu, dokud nezbyli nejlepší tři. Mezi nimi se pak rozhodlo o vítězi v 15. finálním dílu.
| Pořadí    | Stát         | Soutěžící          | Věk | Povolání                                                      | Bydliště          | Výsledek                    |
| --------- | ------------ | ------------------ | --- | ------------------------------------------------------------- | ----------------- | --------------------------- |
| 1.        | Česko        | Petr Jonáš         | 28  | podnikatel                                                    | Brno              | Vítěz                       |
| 2.        | Slovensko    | Michaela Králiková | 27  | mateřská dovolená (dříve překladatelka a učitelka angličtiny) | Bratislava        | 2. finalistka               |
| 3.        | Česko        | Marek Pavala       | 25  | fotograf                                                      | Praha             | 3. finalista                |
| 4.        | Slovensko    | Adriana Ihringová  | 39  | majitelka domova důchodců                                     | Piešťany          | 14. vyřazená                |
| 5.        | Česko        | Alice Vacíková     | 41  | pojišťovací a finanční poradkyně                              | Borovnice         | 13. vyřazená                |
| 6.        | Slovensko    | Igor Čermák        | 48  | ředitel reklamní agentury                                     | Bratislava        | 12. vyřazený                |
| 7.        | Slovensko    | Zuzana Podkonická  | 26  | obchodní zástupkyně                                           | Podbrezová        | 11. vyřazená                |
| 8. − 9.   | Česko        | Jan Rambousek      | 32  | ICT administrátor                                             | Milovice          | 10. vyřazený                |
| 8. − 9.   | Česko        | Václav Říha        | 31  | číšník                                                        | Praha             | 10. vyřazený                |
| 10.       | Slovensko    | Matej Červenka     | 38  | travel agent                                                  | Bratislava        | 9. vyřazený                 |
| 11.       | Česko        | Jana Podaná        | 45  | vedoucí provozu                                               | Nýřany            | 8. vyřazená                 |
| 12.       | Jižní Afrika | Octavia McKenzie   | 27  | učitelka angličtiny a designérka                              | Bratislava        | 7. vyřazená                 |
| 13.       | Česko        | Pavel Duda         | 25  | invalidní důchodce (absolvent VŠ hotelnictví)                 | Šternberk         | Dobrovolné opuštění soutěže |
| 14.       | Slovensko    | Patrik Janko       | 30  | nezaměstnaný (dříve operátor)                                 | Dolné Saliby      | 6. vyřazený                 |
| 15.       | Slovensko    | Ivana Sladkovská   | 25  | novinářka                                                     | Považská Bystrica | 5. vyřazená                 |
| 16.       | Slovensko    | Katarína Beranová  | 63  | důchodkyně (dříve učitelka tělocviku)                         | Považská Bystrica | 4. vyřazená                 |
| 17.       | Česko        | Petra Lišková      | 35  | mateřská dovolená (dříve vývojářka imunologických metod)      | Hořovice          | 3. vyřazená                 |
| 18. − 19. | Česko        | Jiří Sedlář        | 36  | operátor výrobní linky                                        | Olomouc           | 2. vyřazený                 |
| 18. − 19. | Slovensko    | Matúš Dzian        | 25  | osobní a kondiční trenér                                      | Bratislava        | 2. vyřazený                 |
| 20.       | Itálie       | Matteo Montagni    | 35  | ekonom                                                        | Praha             | 1. vyřazený                 |

### Vyřazovací tabulka
| Pořadí    | Soutěžící | Díl            | Díl            | Díl            | Díl            | Díl            | Díl            | Díl            | Díl            | Díl            | Díl              | Díl              | Díl              | Díl              | Díl              | Díl            | Díl            | Díl            | Díl                      | Díl                      | Díl                      | Díl                      | Díl             | Díl             | Díl             | Díl             | Díl               | Díl               | Díl               | Díl               | Díl              | Díl              | Díl              | Díl                     | Díl                     | Díl                     | Díl                     | Díl               | Díl               | Díl               | Díl               | Díl              | Díl              | Díl              | Díl                    | Díl                    | Díl                    | Díl                                          |
| Pořadí    | Soutěžící | 3. První týden | 3. První týden | 3. První týden | 3. První týden | 4. Druhý týden | 4. Druhý týden | 4. Druhý týden | 4. Druhý týden | 4. Druhý týden | 5. Asijský týden | 5. Asijský týden | 5. Asijský týden | 5. Asijský týden | 5. Asijský týden | 6. Party týden | 6. Party týden | 6. Party týden | 7. Česko-slovenský týden | 7. Česko-slovenský týden | 7. Česko-slovenský týden | 7. Česko-slovenský týden | 8. Zdravý týden | 8. Zdravý týden | 8. Zdravý týden | 8. Zdravý týden | 9. Americký týden | 9. Americký týden | 9. Americký týden | 9. Americký týden | 10. Sladký týden | 10. Sladký týden | 10. Sladký týden | 11. Vegetariánský týden | 11. Vegetariánský týden | 11. Vegetariánský týden | 11. Vegetariánský týden | 12. Italský týden | 12. Italský týden | 12. Italský týden | 12. Italský týden | 13. Masový týden | 13. Masový týden | 13. Masový týden | 14. Semifinálový týden | 14. Semifinálový týden | 14. Semifinálový týden | 15. Finálový týden                           |
| Pořadí    | Soutěžící | IMB            | VTZ            | T              | VTK            | ITS            | ITK            | T              | VTZ            | VTK            | BoIMB            | ITZ              | BoI              | VTS              | V                | ITK            | T              | V              | IMB                      | VTZ                      | T                        | V                        | IMB             | VTZ             | T               | V               | ITZ               | ITK               | T                 | V                 | IMB              | T                | V                | IMB                     | VTZ                     | T                       | V                       | BoIMB             | BoI               | VTS               | VTZ               | IMB              | T                | V                | ITK                    | I                      | V                      | FINÁLETS : TZ : TZ : TK : TS : TZ : TS : MB  |
| --------- | --------- | -------------- | -------------- | -------------- | -------------- | -------------- | -------------- | -------------- | -------------- | -------------- | ---------------- | ---------------- | ---------------- | ---------------- | ---------------- | -------------- | -------------- | -------------- | ------------------------ | ------------------------ | ------------------------ | ------------------------ | --------------- | --------------- | --------------- | --------------- | ----------------- | ----------------- | ----------------- | ----------------- | ---------------- | ---------------- | ---------------- | ----------------------- | ----------------------- | ----------------------- | ----------------------- | ----------------- | ----------------- | ----------------- | ----------------- | ---------------- | ---------------- | ---------------- | ---------------------- | ---------------------- | ---------------------- | -------------------------------------------- |
| 1.        | Petr      | IN             | SAVE           | WIN            | SAVE           | IN             | IN             | WIN            | SAVE           | SAVE           | IN               | —                | —                | FAIL             | PASS             | WIN            | WIN            | SAVE           | IN                       | SAVE                     | LOSS                     | PASS                     | IN              | SAVE            | WIN             | SAVE            | IN                | LOW               | LOSS              | SAVE              | HIGH             | LOSS             | PASS+            | WIN                     | SAVE                    | LOSS                    | SAVE                    | FAIL              | —                 | PASS              | SAVE              | IN               | LOSS             | PASS+            | WIN                    | FAIL                   | PASS                   | VÍTĚZ2 : 4 : 2 : 18 : 1 : 4 : 1 : 16 : 24    |
| 2.        | Michaela  | IN             | SAVE           | WIN            | SAVE           | IN             | IN             | LOSS           | FAIL           | PASS           | IN               | —                | PASS             | SAVE             | SAVE             | HIGH           | WIN            | SAVE           | IN                       | SAVE                     | WIN                      | SAVE                     | IN              | SAVE            | WIN             | SAVE            | IN                | WIN               | LOSS              | PASS+             | HIGH             | WIN              | SAVE             | IN                      | SAVE                    | WIN                     | SAVE                    | WIN               | WIN+              | SAVE              | SAVE              | WIN              | WIN              | SAVE             | IN                     | WIN                    | SAVE                   | 2. MÍSTO2 : 1 : 5 : 19 : 1 : 2 : 2 : 13 : 23 |
| 3.        | Marek     | IN             | SAVE           | LOSS           | SAVE           | IN             | IN             | WIN            | SAVE           | SAVE           | IN               | —                | —                | PASS             | SAVE             | IN             | WIN            | SAVE           | HIGH                     | SAVE                     | LOSS                     | SAVE                     | WIN             | SAVE            | WIN             | SAVE            | HIGH+             | IN                | WIN               | PASS-             | LOW              | LOSS             | SAVE             | LOW                     | FAIL                    | LOSS                    | PASS-                   | WIN               | FAIL+             | SAVE              | SAVE              | IN               | LOSS             | PASS             | HIGH                   | FAIL                   | PASS                   | 3. MÍSTO2 : 3 : 4 : 15 : —                   |
| 3.        | Marek     | IN             | SAVE           | LOSS           | SAVE           | IN             | IN             | WIN            | SAVE           | SAVE           | IN               | —                | —                | PASS             | SAVE             | IN             | WIN            | SAVE           | HIGH                     | SAVE                     | LOSS                     | SAVE                     | WIN             | SAVE            | WIN             | SAVE            | HIGH+             | IN                | UNSAVE            | PASS-             | LOW              | LOSS             | SAVE             | LOW                     | FAIL                    | UNSAVE                  | PASS-                   | WIN               | FAIL+             | SAVE              | SAVE              | IN               | LOSS             | PASS             | HIGH                   | FAIL                   | PASS                   | 3. MÍSTO2 : 3 : 4 : 15 : —                   |
| 4.        | Adriana   | IN             | SAVE           | WIN            | SAVE           | IN             | HIGH           | WIN            | SAVE           | SAVE           | IN               | —                | —                | PASS             | SAVE             | HIGH           | LOSS           | SAVE           | WIN                      | SAVE                     | LOSS                     | PASS                     | IN              | SAVE            | WIN             | SAVE            | IN                | IN                | WIN               | SAVE              | WIN              | WIN              | SAVE             | IN                      | SAVE                    | LOSS                    | PASS                    | FAIL              | —                 | PASS              | SAVE              | IN               | WIN              | SAVE             | LOW-                   | FAIL                   | ELIM                   |                                              |
| 5.        | Alice     | HIGH           | SAVE           | WIN            | SAVE           | IN             | IN             | LOSS           | PASS           | SAVE           | WIN              | —                | FAIL+            | SAVE             | SAVE             | IN             | LOSS           | SAVE           | IN                       | SAVE                     | LOSS                     | SAVE                     | HIGH            | SAVE            | LOSS            | SAVE            | IN                | HIGH              | LOSS              | SAVE              | HIGH             | WIN              | SAVE             | IN                      | SAVE                    | WIN                     | SAVE                    | WIN               | FAIL+             | SAVE              | SAVE              | IN               | WIN              | SAVE             | LOW                    | FAIL                   | ELIM                   |                                              |
| 5.        | Alice     | HIGH           | SAVE           | WIN            | SAVE           | IN             | IN             | LOSS           | PASS           | SAVE           | WIN              | —                | PASS             | SAVE             | SAVE             | IN             | LOSS           | SAVE           | IN                       | SAVE                     | LOSS                     | SAVE                     | HIGH            | SAVE            | LOSS            | SAVE            | IN                | HIGH              | LOSS              | SAVE              | HIGH             | WIN              | SAVE             | IN                      | SAVE                    | WIN                     | SAVE                    | WIN               | FAIL+             | SAVE              | SAVE              | IN               | WIN              | SAVE             | LOW                    | FAIL                   | ELIM                   |                                              |
| 6.        | Igor      | IN             | SAVE           | WIN            | SAVE           | IN             | IN             | LOSS           | PASS           | SAVE           | IN               | —                | —                | PASS             | SAVE             | LOW            | LOSS           | PASS           | IN                       | SAVE                     | WIN                      | SAVE                     | LOW             | PASS            | WIN             | SAVE            | IN                | IN                | WIN               | SAVE              | FAIL             | —                | PASS             | LOW                     | PASS                    | WIN                     | SAVE                    | FAIL              | —                 | FAIL              | PASS              | FAIL             | WIN              | ELIM             |                        |                        |                        |                                              |
| 6.        | Igor      | IN             | SAVE           | WIN            | SAVE           | IN             | IN             | LOSS           | PASS           | SAVE           | IN               | —                | —                | PASS             | SAVE             | LOW            | LOSS           | PASS           | IN                       | SAVE                     | WIN                      | SAVE                     | LOW             | PASS            | WIN             | SAVE            | IN                | IN                | WIN               | SAVE              | FAIL             | UNSAVE           | PASS             | LOW                     | PASS                    | WIN                     | SAVE                    | FAIL              | —                 | FAIL              | PASS              | FAIL             | UNSAVE           | ELIM             |                        |                        |                        |                                              |
| 7.        | Zuzana    | IN             | SAVE           | LOSS           | PASS           | HIGH+          | WIN            | WIN            | SAVE           | SAVE           | IN               | —                | —                | FAIL             | PASS             | IN             | LOSS           | SAVE           | HIGH                     | SAVE                     | LOSS                     | SAVE                     | IN              | SAVE            | LOSS            | PASS            | IN                | IN                | LOSS              | SAVE              | LOW              | WIN              | SAVE             | IN                      | SAVE                    | LOSS                    | SAVE                    | FAIL              | —                 | PASS              | SAVE              | FAIL             | LOSS             | ELIM             |                        |                        |                        |                                              |
| 7.        | Zuzana    | IN             | SAVE           | LOSS           | PASS           | HIGH+          | WIN            | WIN            | SAVE           | SAVE           | IN               | —                | —                | FAIL             | PASS             | IN             | LOSS           | SAVE           | HIGH                     | SAVE                     | LOSS                     | SAVE                     | IN              | SAVE            | LOSS            | PASS            | IN                | IN                | LOSS              | SAVE              | LOW              | WIN              | SAVE             | IN                      | SAVE                    | LOSS                    | SAVE                    | FAIL              | —                 | PASS              | SAVE              | FAIL             | UNSAVE           | ELIM             |                        |                        |                        |                                              |
| 8. − 9.   | Jan       | IN             | SAVE           | LOSS           | SAVE           | IN             | IN             | WIN            | SAVE           | SAVE           | LOW              | IN               | —                | PASS             | SAVE             | IN             | LOSS           | SAVE           | IN                       | SAVE                     | WIN                      | SAVE                     | LOW             | FAIL            | LOSS            | PASS            | IN                | LOW               | LOSS              | PASS              | HIGH             | LOSS             | SAVE             | IN                      | SAVE                    | WIN                     | SAVE                    | FAIL              | —                 | FAIL              | ELIM              |                  |                  |                  |                        |                        |                        |                                              |
| 8. − 9.   | Jan       | IN             | SAVE           | LOSS           | SAVE           | IN             | IN             | WIN            | SAVE           | SAVE           | LOW              | IN               | —                | PASS             | SAVE             | IN             | LOSS           | SAVE           | IN                       | SAVE                     | WIN                      | SAVE                     | LOW             | FAIL            | UNSAVE          | PASS            | IN                | LOW               | LOSS              | PASS              | HIGH             | LOSS             | SAVE             | IN                      | SAVE                    | WIN                     | SAVE                    | FAIL              | —                 | FAIL              | ELIM              |                  |                  |                  |                        |                        |                        |                                              |
| 8. − 9.   | Václav    | IN             | SAVE           | WIN            | SAVE           | IN             | IN             | LOSS           | FAIL           | PASS+          | IN               | —                | —                | FAIL             | PASS+            | IN             | WIN            | SAVE           | IN                       | SAVE                     | WIN                      | SAVE                     | IN              | SAVE            | LOSS            | SAVE            | IN                | IN                | WIN               | SAVE              | LOW              | LOSS             | PASS-            | LOW                     | SAVE                    | LOSS                    | PASS                    | FAIL              | —                 | FAIL              | ELIM              |                  |                  |                  |                        |                        |                        |                                              |
| 10.       | Matej     | IN             | SAVE           | WIN            | SAVE           | LOW-           | IN             | LOSS           | PASS           | SAVE           | HIGH             | —                | —                | PASS             | SAVE             | LOW            | WIN            | SAVE           | LOW                      | PASS+                    | WIN                      | SAVE                     | HIGH            | SAVE            | WIN             | SAVE            | IN                | HIGH              | WIN               | PASS              | FAIL             | WIN              | PASS-            | LOW                     | FAIL                    | WIN                     | ELIM                    |                   |                   |                   |                   |                  |                  |                  |                        |                        |                        |                                              |
| 10.       | Matej     | IN             | SAVE           | WIN            | SAVE           | LOW-           | IN             | LOSS           | PASS           | SAVE           | HIGH             | —                | —                | PASS             | SAVE             | LOW            | WIN            | SAVE           | LOW                      | PASS+                    | WIN                      | SAVE                     | HIGH            | SAVE            | WIN             | SAVE            | IN                | FAIL              | UNSAVE            | PASS              | FAIL             | UNSAVE           | PASS-            | LOW                     | FAIL                    | UNSAVE                  | ELIM                    |                   |                   |                   |                   |                  |                  |                  |                        |                        |                        |                                              |
| 11.       | Jana      | LOW            | PASS           | WIN            | SAVE           | IN             | IN             | LOSS           | FAIL           | PASS           | LOW              | LOW-             | —                | PASS             | SAVE             | IN             | WIN            | SAVE           | IN                       | SAVE                     | WIN                      | SAVE                     | IN              | SAVE            | LOSS            | SAVE            | IN                | FAIL              | LOSS              | ELIM              |                  |                  |                  |                         |                         |                         |                         |                   |                   |                   |                   |                  |                  |                  |                        |                        |                        |                                              |
| 11.       | Jana      | LOW            | PASS           | WIN            | SAVE           | IN             | IN             | LOSS           | FAIL           | PASS           | LOW              | LOW-             | —                | PASS             | SAVE             | IN             | WIN            | SAVE           | IN                       | SAVE                     | WIN                      | SAVE                     | IN              | SAVE            | LOSS            | SAVE            | IN                | FAIL              | UNSAVE            | ELIM              |                  |                  |                  |                         |                         |                         |                         |                   |                   |                   |                   |                  |                  |                  |                        |                        |                        |                                              |
| 12.       | Octavia   | IN             | SAVE           | WIN            | SAVE           | IN             | IN             | WIN            | SAVE           | SAVE           | IN               | —                | —                | PASS             | SAVE             | IN             | WIN            | SAVE           | IN                       | SAVE                     | LOSS                     | SAVE                     | LOW             | PASS            | LOSS            | ELIM            |                   |                   |                   |                   |                  |                  |                  |                         |                         |                         |                         |                   |                   |                   |                   |                  |                  |                  |                        |                        |                        |                                              |
| 13.       | Pavel     | HIGH           | SAVE           | LOSS           | SAVE           | IN             | IN             | WIN            | SAVE           | SAVE           | —                | —                | —                | PASS             | SAVE             | IN             | WIN            | SAVE           | LOW                      | PASS                     | WIN                      | SAVE                     | —               | —               | —               | PASS LEFT       |                   |                   |                   |                   |                  |                  |                  |                         |                         |                         |                         |                   |                   |                   |                   |                  |                  |                  |                        |                        |                        |                                              |
| 14.       | Patrik    | WIN            | SAVE           | WIN            | SAVE           | IN             | LOW            | LOSS           | PASS           | SAVE           | HIGH             | —                | PASS             | SAVE             | SAVE             | IN             | LOSS           | PASS-          | LOW                      | FAIL                     | LOSS                     | ELIM                     |                 |                 |                 |                 |                   |                   |                   |                   |                  |                  |                  |                         |                         |                         |                         |                   |                   |                   |                   |                  |                  |                  |                        |                        |                        |                                              |
| 14.       | Patrik    | WIN            | SAVE           | WIN            | SAVE           | IN             | LOW            | LOSS           | PASS           | SAVE           | HIGH             | —                | PASS             | SAVE             | SAVE             | IN             | LOSS           | PASS-          | LOW                      | FAIL                     | UNSAVE                   | ELIM                     |                 |                 |                 |                 |                   |                   |                   |                   |                  |                  |                  |                         |                         |                         |                         |                   |                   |                   |                   |                  |                  |                  |                        |                        |                        |                                              |
| 15.       | Ivana     | IN             | SAVE           | LOSS           | SAVE           | IN             | IN             | WIN            | SAVE           | SAVE           | IN               | —                | —                | PASS             | SAVE             | FAIL           | LOSS           | ELIM           |                          |                          |                          |                          |                 |                 |                 |                 |                   |                   |                   |                   |                  |                  |                  |                         |                         |                         |                         |                   |                   |                   |                   |                  |                  |                  |                        |                        |                        |                                              |
| 15.       | Ivana     | IN             | SAVE           | LOSS           | SAVE           | IN             | IN             | WIN            | SAVE           | SAVE           | IN               | —                | —                | PASS             | SAVE             | FAIL           | UNSAVE         | ELIM           |                          |                          |                          |                          |                 |                 |                 |                 |                   |                   |                   |                   |                  |                  |                  |                         |                         |                         |                         |                   |                   |                   |                   |                  |                  |                  |                        |                        |                        |                                              |
| 16.       | Katarína  | IN             | SAVE           | LOSS           | SAVE           | IN             | HIGH           | WIN            | SAVE           | SAVE           | LOW              | IN               | —                | FAIL             | PASS-            | IN             | LOSS           | ELIM           |                          |                          |                          |                          |                 |                 |                 |                 |                   |                   |                   |                   |                  |                  |                  |                         |                         |                         |                         |                   |                   |                   |                   |                  |                  |                  |                        |                        |                        |                                              |
| 17.       | Petra     | IN             | SAVE           | LOSS           | SAVE           | IN             | HIGH           | WIN            | SAVE           | SAVE           | IN               | —                | —                | FAIL             | ELIM             |                |                |                |                          |                          |                          |                          |                 |                 |                 |                 |                   |                   |                   |                   |                  |                  |                  |                         |                         |                         |                         |                   |                   |                   |                   |                  |                  |                  |                        |                        |                        |                                              |
| 18. − 19. | Jiří      | IN             | SAVE           | LOSS           | SAVE           | IN             | IN             | LOSS           | FAIL           | ELIM           |                  |                  |                  |                  |                  |                |                |                |                          |                          |                          |                          |                 |                 |                 |                 |                   |                   |                   |                   |                  |                  |                  |                         |                         |                         |                         |                   |                   |                   |                   |                  |                  |                  |                        |                        |                        |                                              |
| 18. − 19. | Matúš     | LOW            | FAIL           | LOSS           | PASS+          | IN             | LOW            | LOSS           | FAIL           | ELIM           |                  |                  |                  |                  |                  |                |                |                |                          |                          |                          |                          |                 |                 |                 |                 |                   |                   |                   |                   |                  |                  |                  |                         |                         |                         |                         |                   |                   |                   |                   |                  |                  |                  |                        |                        |                        |                                              |
| 18. − 19. | Matúš     | LOW            | FAIL           | UNSAVE         | PASS+          | IN             | LOW            | LOSS           | FAIL           | ELIM           |                  |                  |                  |                  |                  |                |                |                |                          |                          |                          |                          |                 |                 |                 |                 |                   |                   |                   |                   |                  |                  |                  |                         |                         |                         |                         |                   |                   |                   |                   |                  |                  |                  |                        |                        |                        |                                              |
| 20.       | Matteo    | LOW            | PASS           | LOSS           | ELIM           |                |                |                |                |                |                  |                  |                  |                  |                  |                |                |                |                          |                          |                          |                          |                 |                 |                 |                 |                   |                   |                   |                   |                  |                  |                  |                         |                         |                         |                         |                   |                   |                   |                   |                  |                  |                  |                        |                        |                        |                                              |

(I) Individuální výzva, (V) Vyřazovací test, (T) Týmová challenge, (BoI) Boj o imunitu

(MB) Tajemný box, (TS) Test smyslů, (TK) Test kreativity, (TZ) Test zručnosti

Legenda
      (VÍTĚZ/KA)
MasterChef této řady.
      (2. MÍSTO)
Finalista umístivše se na 2. místě.
      (3. MÍSTO)
Finalista umístivše se na 3. místě.
      (WIN)
Soutěžící vyhrál individuální výzvu/vyřazovací test (Tajemný box / Test zručnosti / Test kreativity  / Test smyslů ) či příp. pokus o návrat do soutěže, a tak postoupil do dalšího kola. Pokud soutěžící uvařil nejlépe ve výzvě, která předcházel Týmové výzvě, stal se v ní automaticky kapitánem (mohl se však této role vzdát), také si mohl vybrat barvu týmu, kapitána konkurenčního týmu, začít s výběrem dalších členů a příp. měl i další výhody.
      (WIN+)
Soutěžící získal imunitu v individuální výzvě, kterou může použít ve vyřazovacích testech kdykoli před hodnocením porotců.
      (WIN)
Soutěžící byl kapitánem vítězného týmu v Týmové výzvě a rovnou postoupil do dalšího kola a navíc dostal spolu s jeho týmem nějakou odměnu.
      (WIN)
Soutěžící byl součástí vítězného týmu v Týmové výzvě a rovnou postoupil do dalšího kola a navíc dostal nějakou odměnu.
      (PASS+)
Soutěžící byl vybrán jako jeden z nejlepších při individuální výzvě/vyřazovacím testu a postoupil do dalšího kola.
      (PASS)
Soutěžící uspěl v individuální výzvě/vyřazovacím testu a postoupil do dalšího kola/vyhnul se vyřazování.
      (PASS I)
Soutěžící využil své imunity ve vyřazovacím testu a postoupil do dalšího kola.
      (PASS−)
Soutěžící byl vybrán jako jeden z nejhorších při individuální výzvě/vyřazovacím testu, ale přesto postoupil do dalšího kola.
      (HIGH+)
Soutěžící byl vybrán jako jeden z nejlepších při individuální výzvě/vyřazovacím testu, získal strategickou výhodu do příští výzvy, ale nepostoupil.
      (HIGH)
Soutěžící byl vybrán jako jeden z nejlepších při individuální výzvě/vyřazovacím testu, ale nepostoupil.
      (SAVE)
Soutěžící se nemusel tohoto kola účastnit a vyhnul se tak vyřazování.
      (—)
Soutěžící se nemohl tohoto kola (týkajícího se většinou boje o výhodu nebo o vyhnutí se pověšení na zeď poražených) účastnit.
      (UNSAVE)
Soutěžící se nevyhnul vyřazování, i přes možný úspěch v této výzvě.
      (IN)
Soutěžící neskončil ani mezi nejlepšími, ani mezi nejhoršími v individuální výzvěa nepostoupil.
      (LOW)
Soutěžící byl vybrán jako jeden z nejhorších při individuální výzvě/vyřazovacím testu a mohl se účastnit (dalšího) vyřazovacího testu, aby se vyhnul pověšení na zeď poražených.
      (LOW-)
Soutěžící byl vybrán jako nejhorší při individuální výzvě/vyřazovacím testu a mohl se účastnit (dalšího) vyřazovacího testu, aby se vyhnul pověšení na zeď poražených.
      (FAIL+)
Soutěžící neuspěl v individuální výzvě zahrnující výhodu a ztratil tak příležitost o ni nadále bojovat.
      (FAIL)
Soutěžící neuspěl ve vyřazovacím testu / uvařil nejhůře v individuální výzvě a mohl být pověšen na zeď poražených, což znamená automatickou účast ve vyřazovacím testu na konci dílu.
      (LOSS)
Soutěžící byl kapitánem poraženého týmu v Týmové výzvě a musel se účastnit vyřazovacího testu.
      (LOSS)
Soutěžící byl kapitánem poraženého týmu v Týmové výzvě, avšak se nemusel se účastnit vyřazovacího testu a postoupil do dalšího kola.
      (LOSS)
Soutěžící byl jako součást poraženého týmu v Týmové výzvě vybrán kapitán jako nejslabší článek (příp. jeden z nejslabších) a musel se účastnit vyřazovacího testu na konci týdne (příp. získal nevýhodu v dalším kole).
      (LOSS)
Soutěžící byl součástí poraženého týmu v Týmové výzvě a musel se účastnit vyřazovací výzvy (příp. získal nevýhodu v dalším kole).
      (LOSS)
Soutěžící byl součástí poraženého týmu v Týmové výzvě, avšak se nemusel účastnit vyřazovacího testu a postoupil do dalšího kola.
      (LEFT)
Účastník odstoupil ze soutěže.
      (ELIM)
Soutěžící byl vyřazen ze soutěže.